# Samodzielna Grupa Operacyjna „Polesie”

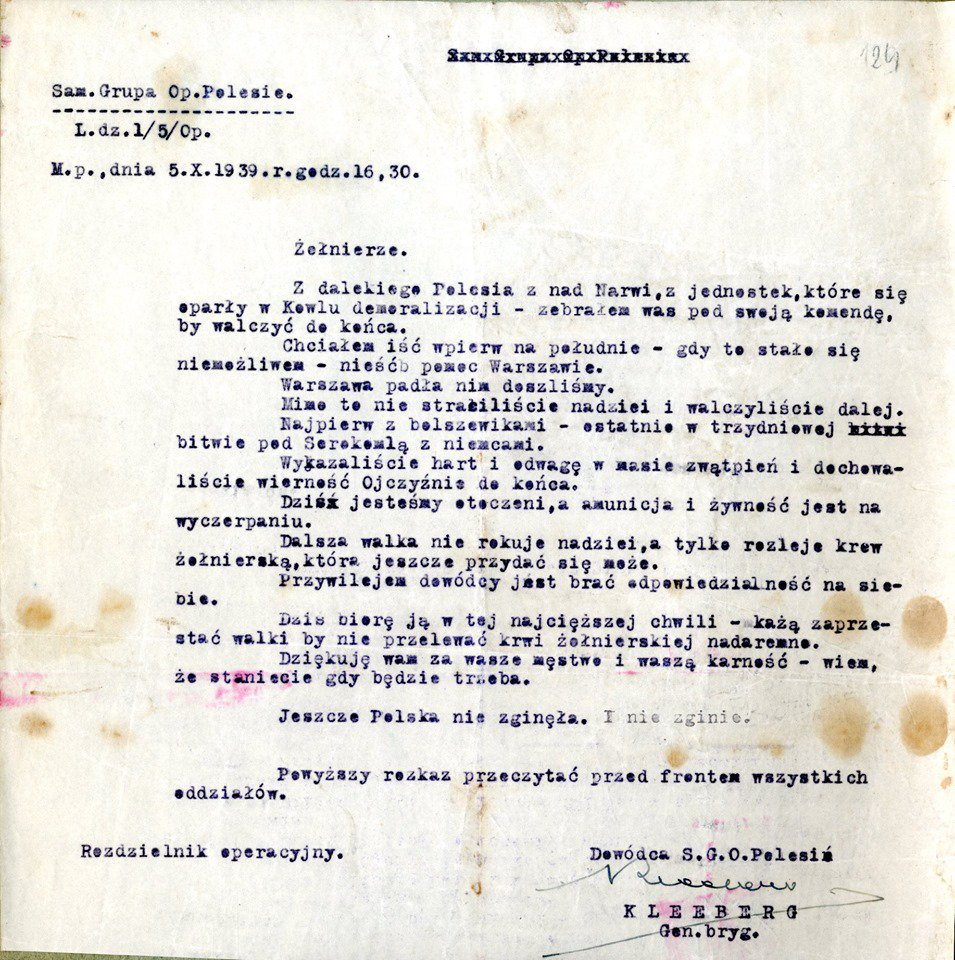
Ostatni rozkaz gen. Franciszka Kleeberga do żołnierzy SGO „Polesie”

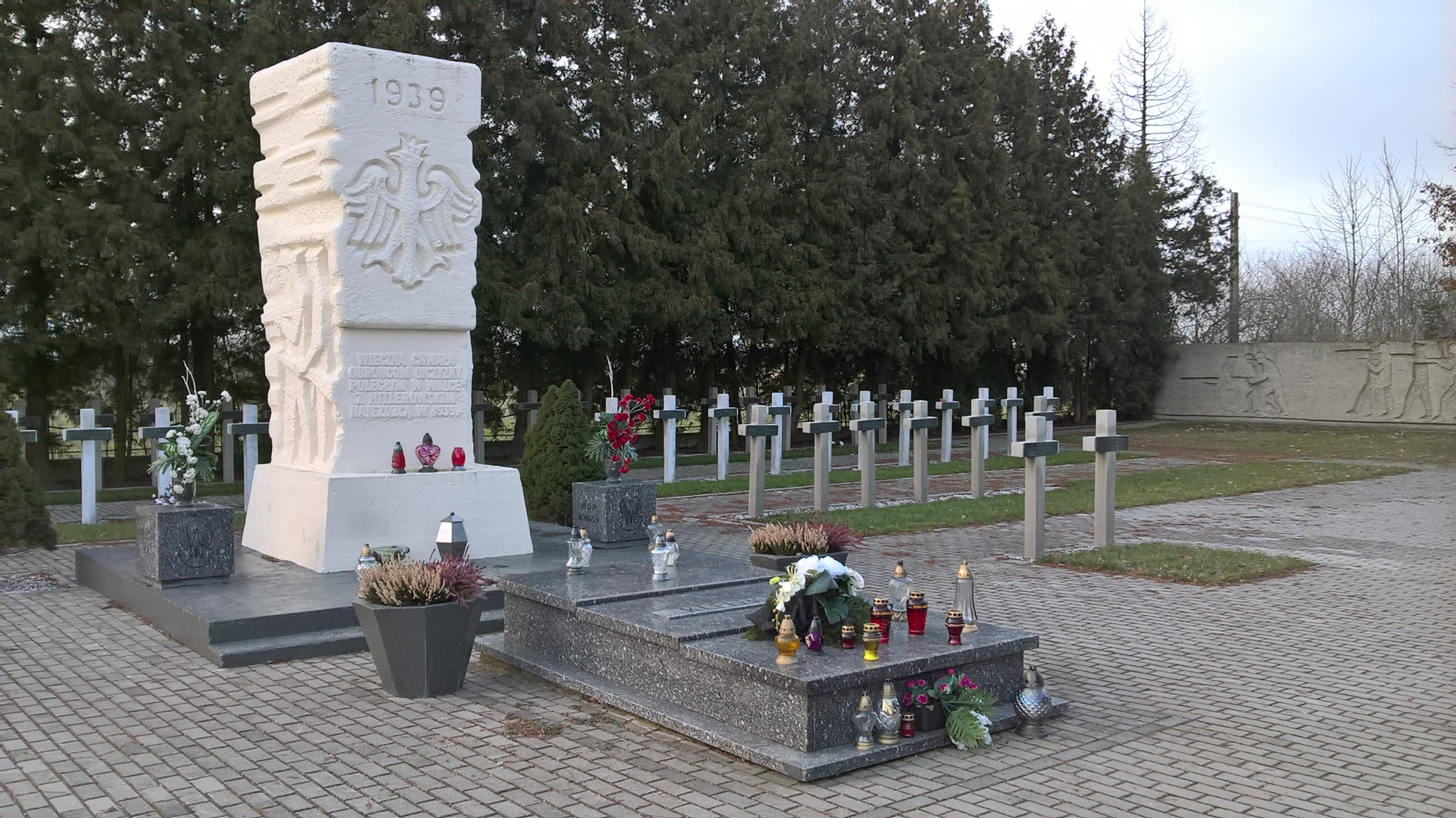
Cmentarz wojenny z grobami żołnierzy SGO „Polesie” i ich dowódcy gen. Franciszka Kleeberga w Kocku

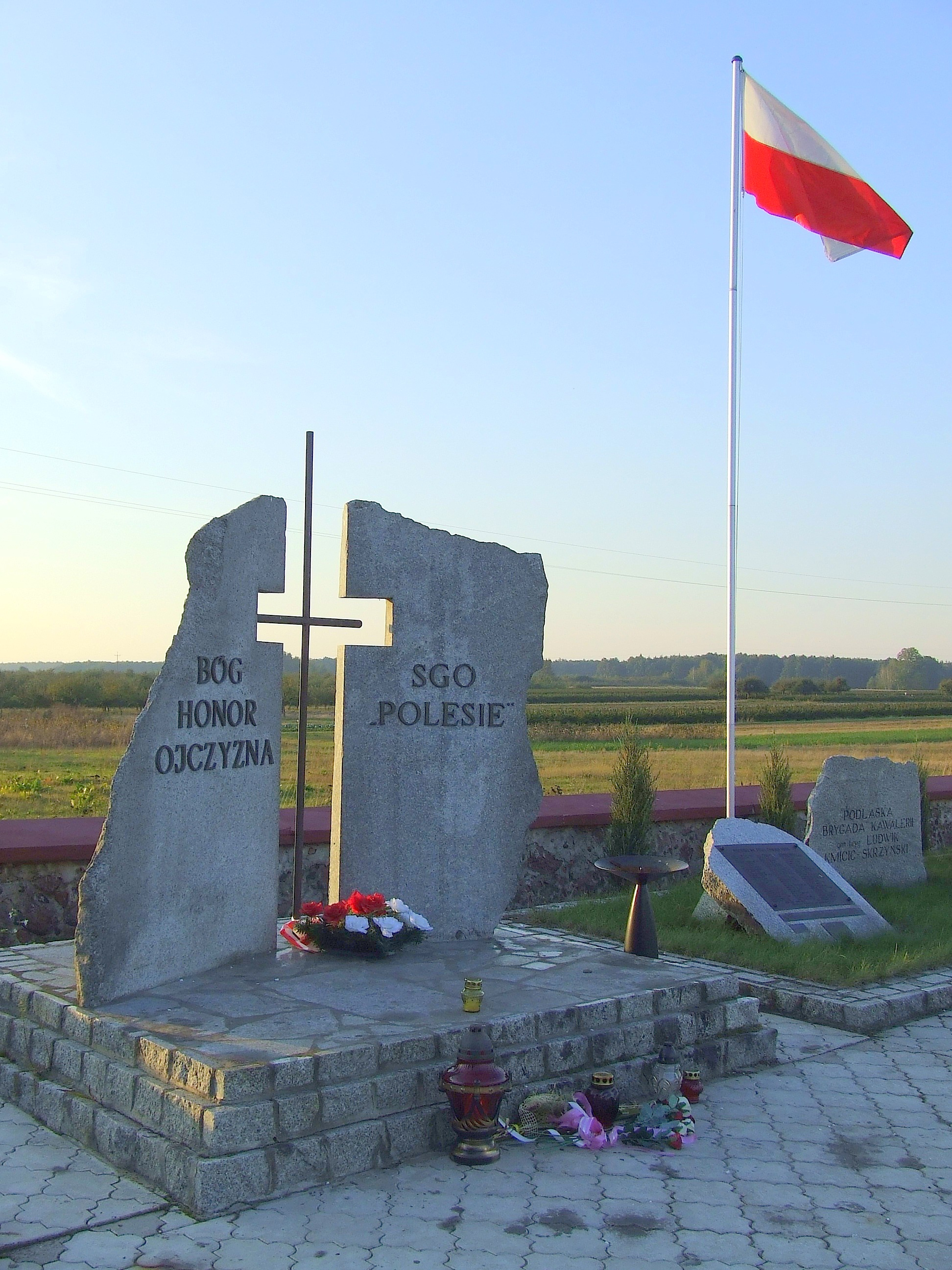
Cmentarz w Turzystwie

Samodzielna Grupa Operacyjna „Polesie” (SGO „Polesie”) – wyższy związek taktyczny Wojska Polskiego II RP, improwizowany w czasie kampanii wrześniowej 1939.
SGO „Polesie” utworzona została na mocy rozkazu NW z 11 września 1939. W jej skład weszły nowo sformowane 50 Dywizja Piechoty „Brzoza” i 60 Dywizja Piechoty „Kobryń”. W trakcie działań dołączyła Podlaska Brygada Kawalerii i Dywizja Kawalerii „Zaza”. Na czele Grupy stanął gen. bryg. Franciszek Kleeberg. SGO, maszerując na zachód, walczyła między innymi pod Kockiem. Po wyczerpaniu amunicji skapitulowała 6 października jako ostatnia regularna polska jednostka wojskowa kampanii wrześniowej.

## Geneza
W wyniku rozkazu ze Sztabu Naczelnego Wodza z 9 września dowódca Okręgu Korpusu Nr IX Brześć gen. bryg. Franciszek Kleeberg rozpoczął, głównie na bazie ośrodków zapasowych 20 i 30 DP, organizowanie obrony Polesia na linii rzek Muchawiec – Prypeć, od Brześcia po wschodnią granicę państwa, ze stanowiskiem dowodzenia w Pińsku.
Zadaniem „wojsk Obrony Polesia” było ubezpieczenie Frontu Północnego (odcinek Bugu od Brześcia do Hrubieszowa) przed głębokim obejściem od wschodu. Wypełniając je, podjęły walkę z nacierającym z północy niemieckim XIX KPanc (3 DPanc, 2 i 20 DPZmot oraz przydzielona do korpusu 10 DPanc): Zgrupowanie „Brześć” broniło 14–16 września Twierdzy Brzeskiej (w nocy z 16 na 17 września wycofało się w kierunku Terespola i straciło kontakt z resztą wojsk gen. Kleeberga), a Zgrupowanie „Kobryń” 16–18 września walczyło na przedpolach Kobrynia.

## Przebieg działań
Po agresji sowieckiej w dniu 17 września generał Kleeberg początkowo próbował wykonać rozkaz Naczelnego Wodza o przejściu polskich wojsk do Rumunii lub na Węgry, przemieszczając swe oddziały w rejon Kowla. W tym samym dniu, 17 września do jego oddziałów dołączyła Podlaska Brygada Kawalerii. Po 22 września, pozbawiony łączności z wyższym dowództwem, zdecydował się jednak podjąć marsz z odsieczą okrążonej Warszawie. Jego wojsko złączyło się 26 września z nowo utworzonym w rejonie Małoryty Zgrupowaniem „Brzoza”. W dniu 27 września połączone oddziały przeprawiły się przez Bug w rejonie Włodawy. 28 września nastąpiło połączenie z Dywizją Kawalerii „Zaza”, razem z reorganizacją zgrupowania w SGO „Polesie” (wcześniej stosowano nazwy „Grupa Poleska” i „Grupa Operacyjna gen. Kleeberga”). Wobec dysponowania niedostateczną ilością amunicji, gen. Kleeberg rozkazał Grupie „Polesie” marsz na Dęblin w celu zdobycia Głównej Składnicy Uzbrojenia Nr 2 w Stawach. 28 września do zgrupowania dotarła wiadomość o kapitulacji Warszawy, więc Kleeberg zdecydował się dalej przebijać na zachód i prowadzić działania partyzanckie, bazując w dużych kompleksach leśnych. Jego grupa w dniach 29–30 września stoczyła zwycięskie walki z oddziałami sowieckimi pod Jabłoniem i Milanowem.
Po 2 października zgrupowanie to toczyło walki w rejonie Kock – Radzyń – Łuków z niemieckim XIV KZmot (13 DPZmot i 29 DPZmot). Ostatni bój stoczony został 5 października pod Wolą Gułowską, gdy to Brygada Kawalerii „Edward” wyszła na tyły 13 DPZmot, a 60 DP przełamała obronę jego lewego skrzydła. Mimo tego taktycznego zwycięstwa, gen. Kleeberg postanowił kapitulować wskutek wyczerpania się amunicji, rozpoczynając rokowania po południu 5 października. Wymiana ognia z wojskami niemieckimi trwała do godz. 1:00 w nocy 6 października, około godziny 2:00 parlamentariusze polscy przekazali uzgodniony akt kapitulacji, zaś o 10:00 tego samego dnia, po wysłuchaniu pożegnalnego rozkazu Franciszka Kleeberga, rozpoczęto składanie broni przed Niemcami.

## Skład
Według rozkazu z 11 września w skład zgrupowania miały wejść oddziały znajdujące się w obrębie OK IX:
- oddziały marszowe
- ośrodki zapasowe
- oddziały forteczne
- oddziały KOP
- bataliony wartownicze
- Flotylla Rzeczna Marynarki Wojennej.

14 września ustalił się następujący skład:
- Zgrupowanie „Kobryń” (siedem batalionów piechoty) – dowódca płk Adam Epler
- Zgrupowanie „Brześć” (pięć batalionów piechoty, dwie kompanie czołgów lekkich, dwa pociągi pancerne) – dowódca gen. bryg. Konstanty Plisowski
- Zgrupowanie „Drohiczyn Poleski” (trzy bataliony piechoty) – dowódca ppłk Kazimierz Gorzkowski
- Zgrupowanie „Jasiołda” (batalion piechoty) – dowódca ppłk Wilhelm Paszkiewicz (od 14 września), zastępca mjr Ludwik Rau
- Flotylla Rzeczna Marynarki Wojennej.

Wskutek reorganizacji z 27 września w skład zgrupowania wchodziły:
- Kwatera Główna SGO „Polesie”
- 50 Dywizja Piechoty „Brzoza”
- 60 Dywizja Piechoty „Kobryń”
- Dywizja Kawalerii „Zaza”
- Podlaska Brygada Kawalerii
- 13 eskadra obserwacyjna

30 września dołączyły jeszcze resztki 135 pp rez. Wszystkie jednostki miały niepełne stany liczebne. Liczebność SGO „Polesie” wynosiła około 20 tys. ludzi.
Oddziały utrzymywały wysokie morale, żołnierze byli zaprawieni w bojach, szczególnie w 60 DP i w kawalerii.

## Obsada personalna Kwatery Głównej
Obsada personalna Kwatery Głównej
- dowódca grupy – gen. bryg. Franciszek Kleeberg
- szef sztabu – płk dypl. art. Mikołaj Łapicki
- szef Oddziału I – mjr dypl. Władysław Szczekowski
- kwatermistrz – ppłk dypl. Kazimierz Stawiarski
- ppłk int. Jan Piechura
- szef służby uzbrojenia – ppłk uzbr. Józef Meijer
- szef służby weterynaryjnej – płk lek. wet. dr Adam Majer
- dowódca żandarmerii – ppłk żand. Stanisław Sitek
- komendant kwatery głównej – mjr żand. Antoni Czabański

## Dziedzictwo tradycji
18 września 2019 Marek Łapiński, w zastępstwie ministra obrony narodowej, decyzją Nr 148/MON ustalił, że 19 Brygada Zmechanizowana w Lublinie przejmuje i z honorem kultywuje dziedzictwo tradycji Samodzielnej Grupy Operacyjnej „Polesie”.